# شیفاک کاکرل
 شیفاک کاکرل (نام علمی: Propithecus coquereli) نام یک گونه از سرده شیفاک است.